# Łukasz Kubot
Łukasz Kubot (Bolesławiec, 1982. május 16. –) lengyel hivatásos teniszező. Karrierje során hat páros ATP-tornát nyert meg.

## ATP-döntői

### Egyéni

#### Győzelmei (0)
| Összesítés                                            | Összesítés |
| ----------------------------------------------------- | ---------- |
| Grand Slam-torna                                      | (0)        |
| ATP World Tour Masters 1000 / ATP Masters Series      | (0)        |
| ATP World Tour 500 Series / International Series Gold | (0)        |
| ATP World Tour 250 Series / International Series      | (0)        |
| ATP World Tour Finals / Tennis Masters Cup            | (0)        |

#### Elveszített döntői (2)
|   | Dátum             | Torna                        | Borítás | Ellenfél a döntőben | Eredmény a döntőben |
| 1 | 2009. május 4.    | Belgrád, Szerbia             | Salak   | Novak Đoković       | 3–6, 6–7(0)         |
| 2 | 2010. február 14. | Brasil Open, Costa do Sauípe | Salak   | Juan Carlos Ferrero | 1–6, 0–6            |

### Páros

#### Győzelmei (6)
| Összesítés                                            | Összesítés |
| ----------------------------------------------------- | ---------- |
| Grand Slam-torna                                      | (0)        |
| ATP World Tour Masters 1000 / ATP Masters Series      | (0)        |
| ATP World Tour 500 Series / International Series Gold | (0)        |
| ATP World Tour 250 Series / International Series      | (4)        |
| ATP World Tour Finals / Tennis Masters Cup            | (0)        |

|   | Dátum                | Torna                             | Borítás         | Partner            | Ellenfelek a döntőben                | Eredmény a döntőben |
| 1 | 2009. április 12.    | Grand Prix Hassan II, Casablanca  | Salak           | Oliver Marach      | Simon Aspelin / Paul Hanley          | 7–6(4), 3–6, 10–6   |
| 2 | 2009. május 4.       | Serbia Open, Belgrád              | Salak           | Oliver Marach      | Johan Brunström / Jean-Julien Rojer  | 6–2, 7–6³           |
| 3 | 2009. november 1.    | BA-CA TennisTrophy Bécs           | Kemény (fedett) | Oliver Marach      | Julian Knowle / Jürgen Melzer        | 2–6, 6–4, [11–9]    |
| 4 | 2010. február 6.     | Movistar Open, Viña del Marban    | Salak           | Oliver Marach      | Potito Starace / Horacio Zeballos    | 6–4, 6–0            |
| 5 | 2010. február 27.    | Abierto Mexicano Telcel, Acapulco | Salak           | Oliver Marach      | Fabio Fognini / Potito Starace       | 6-0, 6-0            |
| 6 | 2010. szeptember 25. | Open Romania, Bukarest            | Salak           | Juan Ignacio Chela | Marcel Granollers / Santiago Ventura | 6–2, 5-7, 13–11     |

### Elvesztett döntői (3)
|   | Dátum             | Torna                              | Borítás         | Partner       | Ellenfelek a döntőben                   | Eredmény a döntőben |
| 1 | 2007. április 29. | Grand Prix Hassan II, Casablanca   | Salak           | Oliver Marach | Jordan Kerr / David Škoch               | 6–7, 6–1, 4–10      |
| 2 | 2007. október 29. | Grand Prix de Tennis de Lyon, Lyon | Kemény (fedett) | Lovro Zovko   | Sébastien Grosjean / Jo-Wilfried Tsonga | 4–6, 3–6            |
| 3 | 2009. március 2.  | Abierto Mexicano Telcel, Acapulco  | Salak           | Oliver Marach | František Čermák / Michal Mertiňák      | 6-4, 4-6, 7-10      |
| 4 | 2010. február 11. | Brasil Open, Costa do Sauípe       | Salak           | Oliver Marach | Marcel Granollers / Pablo Cuevas        | 5–7, 4–6            |